# Матвієнко Федір Гаврилович
Фе́дір Гаври́лович Матвіє́нко (пом. 1921, с. Перещепине, Новомосковський повіт, Катеринославська губернія) — український повстанський отаман, організатор і керівник Самарського куреня Вільного козацтва (1918–1920 рр.), діяч перещепинської «‎Просвіти»; учасник Першої світової війни, поручник царської армії. Загинув від руки амністованого повстанця.

## Активність
5 червня 1920 року Федір Матвієнко був заарештований в будівлі перещепинської «‎Просвіти» групою більшовиків у складі Павла Хижняка, Миколи Дитяшева, Федора Титаренка та Івана Котова. Йому вмінялося поширення листівок із закликами саботувати мобілізацію до лав Червоної Армії, а також очолювання перещепинського загону самоохорони, тобто Вільного козацтва, за часів Директорії. Втім, 6 червня під час конвоювання біля с. Губиниха група селян напала на конвой міліції та відбила Матвієнка, роззброївши міліціонерів. Пізніше обурених селян оточила Дитяшева та Хижняка, вимагаючи пояснень за що був заарештований «‎наш діяч Матвієнко».
Після втечі Федір Матвієнко очолив повстання проти більшовицької влади. Загін отамана Матвієнка був частиною Новомосковського повстанського коша, оперував на території Новомосковського повіту Катеринославської губернії з центрами у с. Перещепино та с. Царичанка Кобеляцького повіту Полтавської губернії. До складу загону отамана Матвієнка входили загони сотників (отаманів) П. Красиля-Самарського, О. Пасічного, А. Левенця, Гаркавенко та ін. Неодноразово об’єднувався для проведення спільних операцій з загоном отамана А. Левченко. У своїй діяльності Ф. Матвієнко широко використовував методи агітації, масових зборів. Інформаційні звіти чекістів за 1920 р. неодноразово вказували на високий авторитет Матвієнка у селян, що дозволяло йому швидко відновлювати свої сили і завдавати нових ударів. У листопаді 1920 р. загін нараховував 400 чоловік, переважно піхоти, мав шість кулеметів. Із слідчих справ повстанців загону Матвієнка видно, що в цей час планувався наступ на м. Новомосковськ.